# Brandschatting van Noord-Vlaanderen

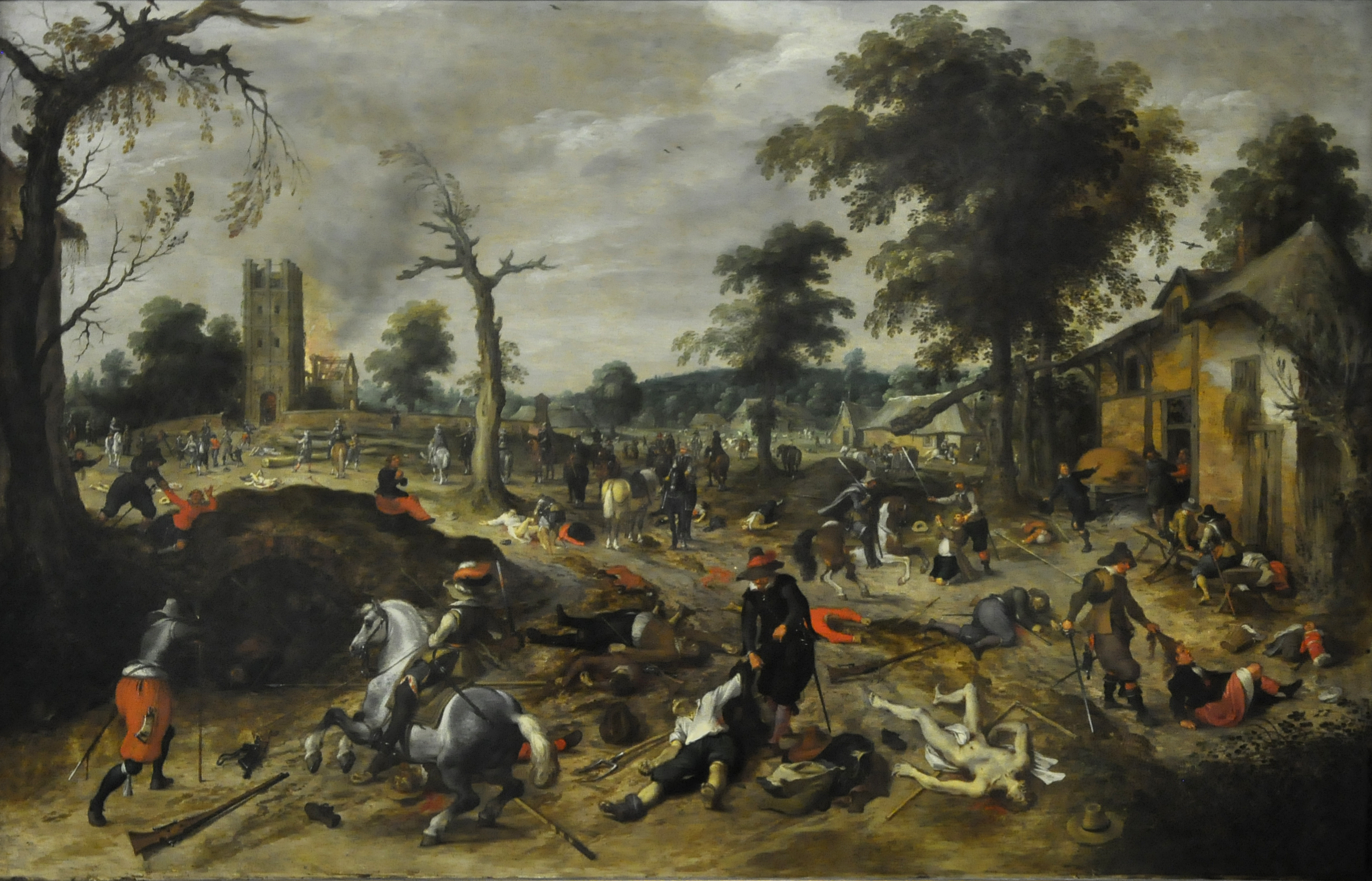
Plundering van een dorp, mogelijk Wommelgem in 1589 (ca. 1615-1620), door Sebastiaan Vrancx.

De brandschatting van Noord-Vlaanderen was een praktijk — vooral tussen 1591 en 1596 — van de Staatse partij om grote gebieden van Vlaanderen, die door Parma weer voor Spanje veroverd waren, te brandschatten. 
In de jaren na 1580 was tijdens de Tachtigjarige Oorlog het grootste deel van Vlaanderen en Brabant door Spaanse troepen heroverd. Zeeland en de Westerschelde bleven onder controle van de Staatsen alsmede ook een aantal Staatse steunpunten in Noord-Vlaanderen. Deze steunpunten waren Biervliet, Terneuzen, Sluis en Oostende. Sluis werd in 1587 ingenomen door de Spaansgezinden. Axel kwam in 1586 bij de Staatsen.
In de jaren na 1590 moest de Spaanse commandant Parma zich op last van Filips II concentreren op de oorlog met Frankrijk en Vlaanderen verlaten, waardoor de Republiek kans zag steden of gebieden terug te winnen. In 1591 kon hierdoor Hulst heroverd worden door de Staatse commandant Maurits van Nassau. Door de gunstige positie van de Republiek was het mogelijk om Noord-Vlaanderen te brandschatten.
Bij brandschatting werden belastingen of contributies opgelegd aan de bevolking van een vijandelijk gebied in ruil voor bescherming, ook sauvegarde genoemd. Als de belastingen niet werden opgebracht, werden de huizen platgebrand en de waardevolle spullen meegenomen. Dit werkte alleen als de inwoners ook het gevoel hadden dat de brandschatters daartoe in staat waren. De aanvallers moesten een uitvalsbases in de buurt hebben, de aanwezigheid van Spaanse garnizoenen moest zwak zijn en soms moest een voorbeeld gesteld worden om het angstgevoel te versterken.
Het bedrag dat een gebied voor belasting moest opbrengen werd zorgvuldig bepaald aan de hand van de situatie zodat het bedrag zonder veel moeite kon worden opgebracht. Dit vereiste informatie over het gebied die naar alle waarschijnlijkheid ingewonnen werd door middel van spionage.
In januari 1589 werd door de Generaliteit bepaald dat de brandschatting in Vlaanderen door Zeeland moest worden uitgevoerd ten behoeve van de Generaliteit en geadministreerd zou worden door de Raad van State. Het belastinggeld ging naar het onderhouden van de steunpunten en het uitbouwen ervan. Soldaten die meededen met brandschatten kregen hoge premies in het vooruitzicht gesteld. 
In 1585 werd al geprobeerd om het gebied rond Eeklo te brandschatten maar hiervan kwam weinig terecht door de Spaanse troepenmacht rond Antwerpen.  Er waren slechts een aantal privé-ondernemingen door Staatse bevelhebbers dat jaar. Zulke privé-ondernemingen waren voor eigen gewin en daarom onwenselijk. Maatregelen zoals het bijhouden van monsterlijsten werden genomen om dit te voorkomen. 
Het duurde tot 1591 met de verovering van Hulst voordat begonnen werd met brandschatting. Vanuit drie kanten, westen (Oostende), noorden (Biervliet, Axel) en noordoosten (Hulst) was nu het Vlaamse platteland bedreigd. Vóór de inname van Hulst werd het Land van Waas al duidelijk gemaakt dat het moest betalen voor bescherming en ook voor de vroegere niet afgedragen contributie. Het geld was snel overgedragen. Toch was het moeilijk een constante geldstroom op gang te brengen omdat plaatselijke baljuws er alles aan deden om de brandschatting te voorkomen.
In 1593 werd vanuit Oostende met een troepenmacht een tocht door Vlaanderen ondernomen. Hierbij kwam de groep zelfs tot Belle en Kassel. Vanuit Hulst werd dat jaar met een leger door het Land van Waas getrokken. Spaanse forten werden hierbij ingenomen en het fort Stekene in brand gestoken.
In 1594 weigerden steeds meer dorpen te betalen voor sauvegarde. De dreiging een voorbeeld te stellen deed de dorpen besluiten toch weer over te gaan tot betalen. Hetzelfde gebeurde in 1595 in het Land van Waas. Parochies hadden een achterstand met betalen van een half jaar. Meteen toen een nieuw brandschatleger gevormd en geland was bij Hulst werden toezeggingen van betalingen gedaan. De tocht werd afgeblazen. 
Na de inname van Hulst in 1596 door Albrecht van Oostenrijk stopten veel dorpen met de betalingen. Er werd aangedrongen op een grote nieuwe brandtocht maar het kwam er niet meer van. Vanuit Oostende, Axel en Biervliet werden nog wel bescheiden acties ondernomen. Die staakten toen in 1601 het Beleg van Oostende begon. Met de val van Oostende in 1604 was het gedaan met het brandschatten in Vlaanderen. Weliswaar was Sluis gewonnen in 1604 maar het duurde lang voordat de stad geconsolideerd was en toen brak het Twaalfjarig Bestand aan.

## Bron
- de Kraker, AMJ (2006), 'Een staatse strategie in een 'uitgestorven' land. Organisatie en ten uitvoerlegging van de brandschat in Vlaanderen, 1585 tot 1604.' Bijdragen en mededelingen betreffende de geschiedenis der Nederlanden, vol 121, no. 1, pp. 3-34. DOI: 10.18352/bmgn-lchr.6335